# Edith Wharton
Œuvres principales
- Chez les heureux du monde (1905)
- Le Temps de l'innocence (1920)

Edith Wharton, née Edith Newbold Jones le 24 janvier 1862 à New York (États-Unis) et morte le 11 août 1937 à Saint-Brice-sous-Forêt (Val-d'Oise, France), est une romancière, nouvelliste, poétesse et essayiste américaine.
Première femme à recevoir le prix Pulitzer du roman (1921) et à être nommée docteur honoris causa de l'université de Yale (1923), Edith Wharton a laissé au moins trois romans majeurs : Chez les heureux du monde (1905), Les Beaux Mariages (1913) et Le Temps de l'innocence (1920), ainsi que des nouvelles remarquables, et l'inclassable Ethan Frome que certains considèrent comme son chef-d'œuvre.

## Biographie

### Enfance, jeunesse et prémices littéraires

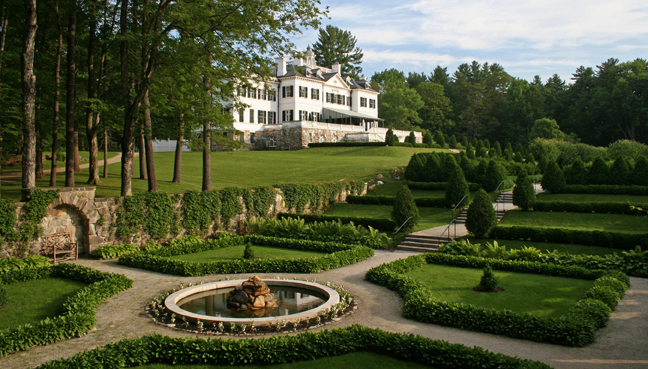
The Mount, la propriété d'Edith Wharton à Lenox, Massachusetts.

Edith Newbold Jones est le troisième enfant et la première fille de George Frederic et Lucretia Jones. Sa famille appartenait à la haute société new-yorkaise. Elle passe une partie de son enfance en Europe, à Paris d'abord, puis à Bad Wildbad en Allemagne et à Florence. Sa famille ne retourne à New York qu'en 1874. Dès son enfance, elle fait preuve d'une intelligence et d'une imagination exceptionnelles. Adolescente, elle écrit des poèmes et une nouvelle, Fast and Loose, achevée en 1877. Elle publie à compte d'auteur un recueil de poèmes, Verses, en 1878. Plusieurs de ses poèmes paraissent dans l'Atlantic Monthly à partir de 1880.
À 23 ans, elle épouse Edward (Teddy) Robin Wharton, issu du même milieu qu'elle mais de douze ans son aîné. Ils ne partagent aucun intérêt intellectuel et artistique et finissent par divorcer en 1913, après de nombreuses infidélités de Teddy, dont la santé mentale décline.
En 1890, sa première nouvelle, Mrs Manstey's View, paraît dans le Scribner's Magazine où elle publiera régulièrement.

### Entrée dans le monde des lettres et premiers succès
En 1893, elle rencontre aux États-Unis pour la première fois l'écrivain Paul Bourget, qui l'introduira dans la haute société parisienne lorsqu'elle se rendra en France.
Son premier ouvrage, The Decoration of Houses (en), écrit en collaboration avec son ami architecte Ogden Codman (en) et paru en 1897, est un succès immédiat,.
En 1902, elle s'installe à The Mount (Lenox, Massachusetts) (en), la maison que les Wharton ont fait construire à Lenox, mais retourne en Europe en 1903, où elle rencontre en Angleterre Henry James, avec qui elle restera liée jusqu'à la mort du « Dearest cher Maître » en 1916,.
En 1905, elle publie Chez les heureux du monde (The House of Mirth), dans le Scribner's Magazine,,.

### Période parisienne

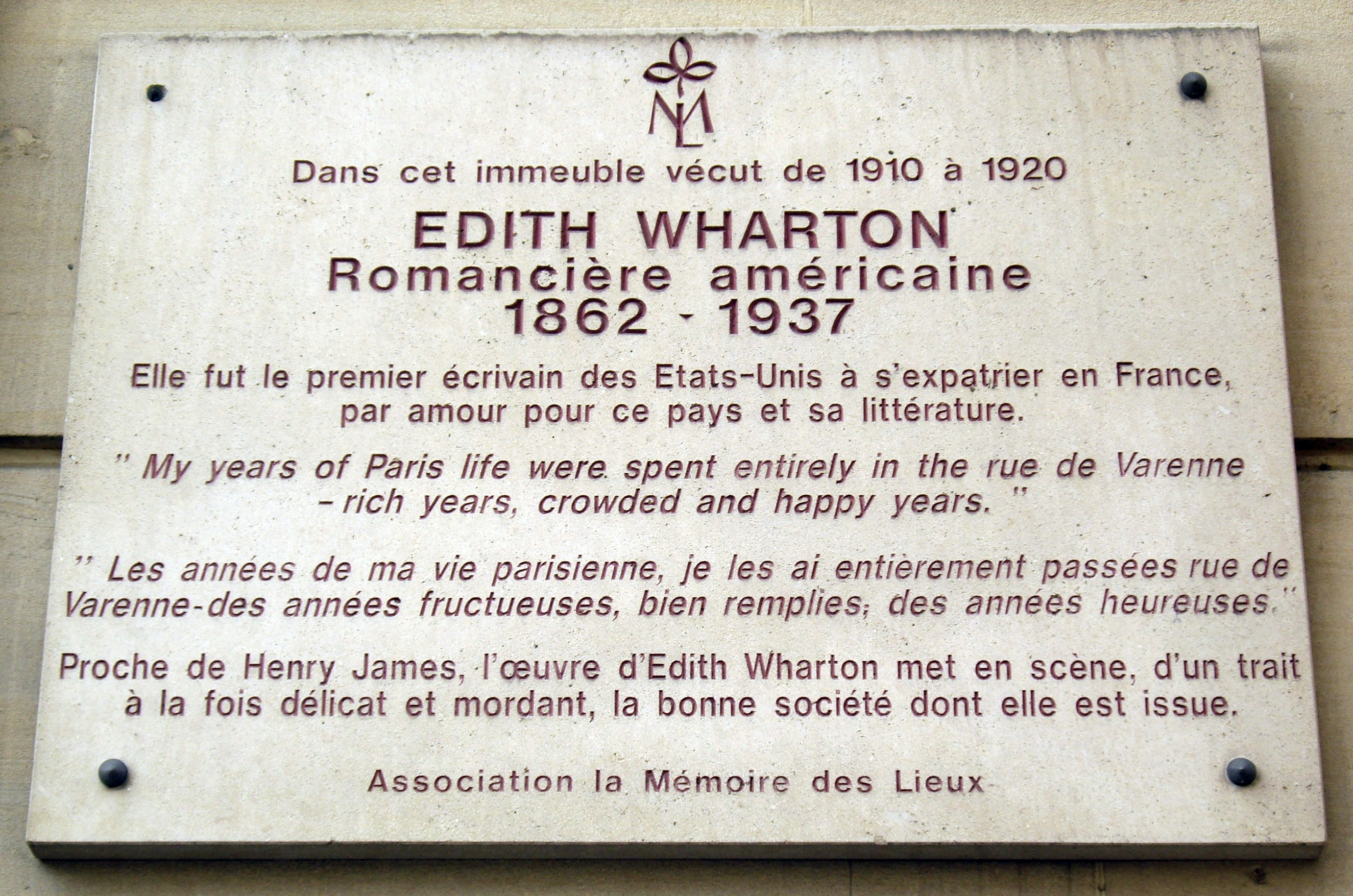
Plaque apposée au no 53 de la rue de Varenne à Paris, où Edith Wharton habita de 1910 à 1920.

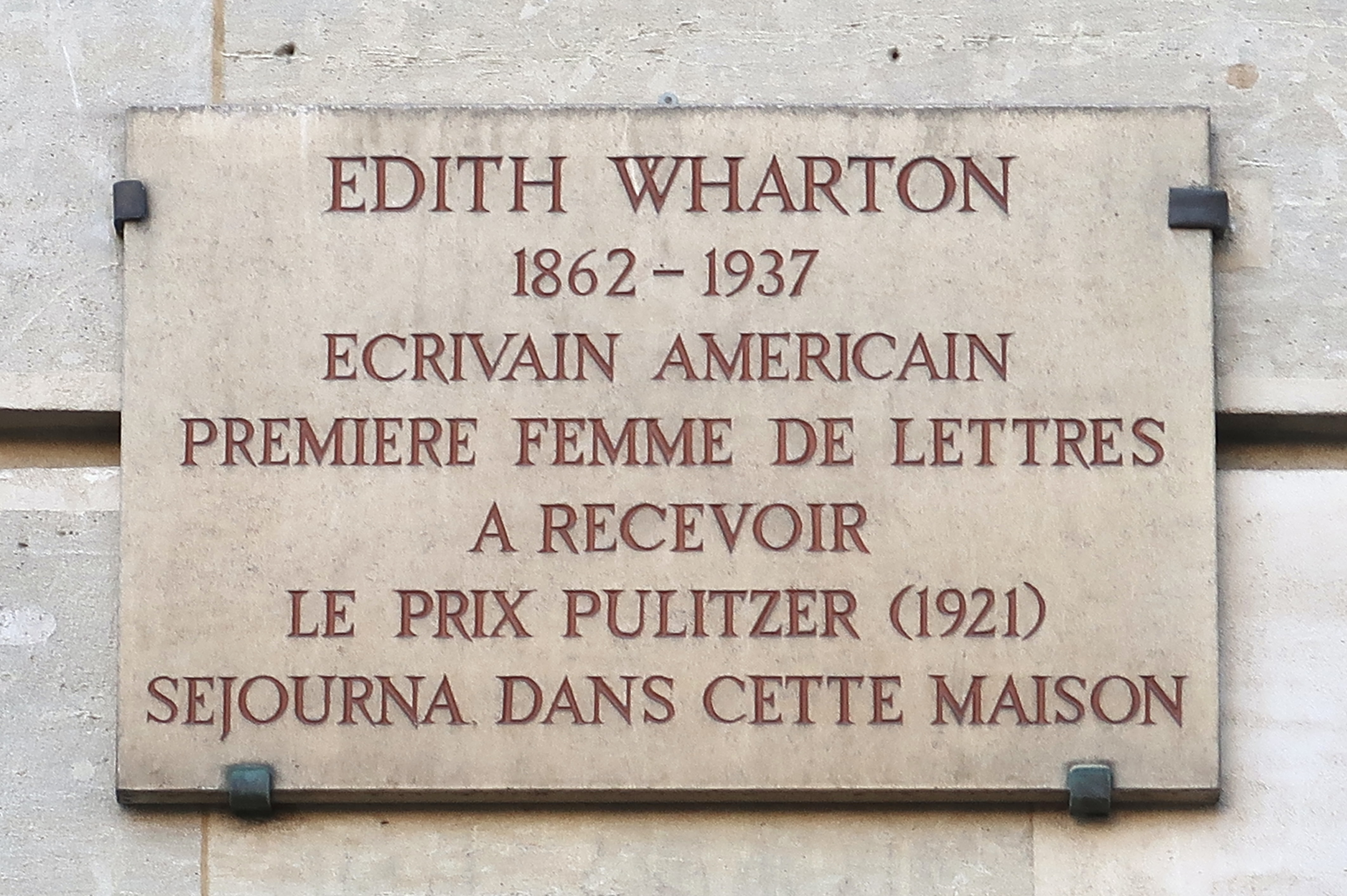
Plaque apposée au no 3 de la place des États-Unis (Paris), où elle a séjourné.

En 1907, elle s'installe à Paris. Au fil des années, elle fréquente des écrivains français tels que Paul Bourget, Jacques-Émile Blanche, Anna de Noailles, André Gide et Jean Cocteau, ainsi que plusieurs « grands de passage », tels que Henri Adams, Henry James, Theodore Roosevelt, Walter Gay. Son installation à Paris, puis après 1919 dans sa villa Pavillon Colombe à Saint-Brice-sous-Forêt, n'altérèrent guère son goût du voyage. Elle loue à Hyères (ville qu'elle a connue grâce à Paul Bourget), le Castel Sainte-Claire et devient l'amie de Marie-Laure de Noailles,.
En 1911, Ethan Frome, commencé l'année précédente en langue française, paraît dans le Scribner's Magazine, suivi par L'Écueil en 1912.

### Engagement social et consécration

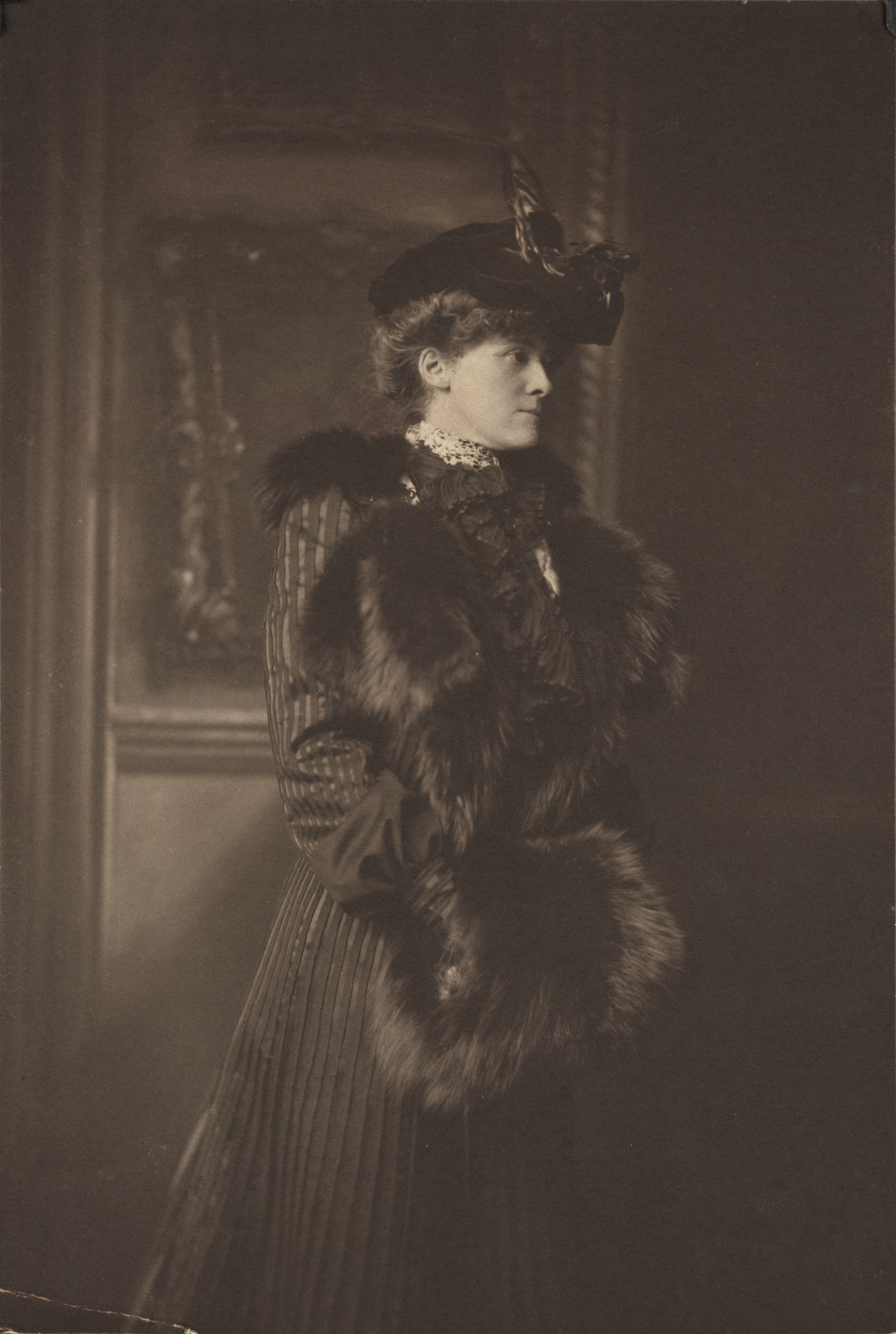
Edith Wharton à l'âge de 45 ans (photo de 1907).

Pendant la Première Guerre mondiale, elle fonde les American Hostels for Refugees,,, collecte des dons et visite les hôpitaux du front. Les récits de ses visites sont publiés dans un recueil intitulé : La France en Guerre (Fighting France: From Dunkerque to Belfort (en). Elle est décorée de la Légion d'honneur en 1916.
En 1920, paraît Le Temps de l'innocence (The Age of Innocence), pour lequel elle recevra l'année suivante le prix Pulitzer. En 1923, elle est la première femme à être faite Docteur honoris causa de l'Université Yale.
En 1927, elle achète le Castel Sainte-Claire-du-Château, à Hyères, et se rend souvent chez ses grands amis, Paul Bourget et son épouse, Minnie, dans leur propriété du Plantier de Costebelle.

### Écrits autobiographiques et fin de vie

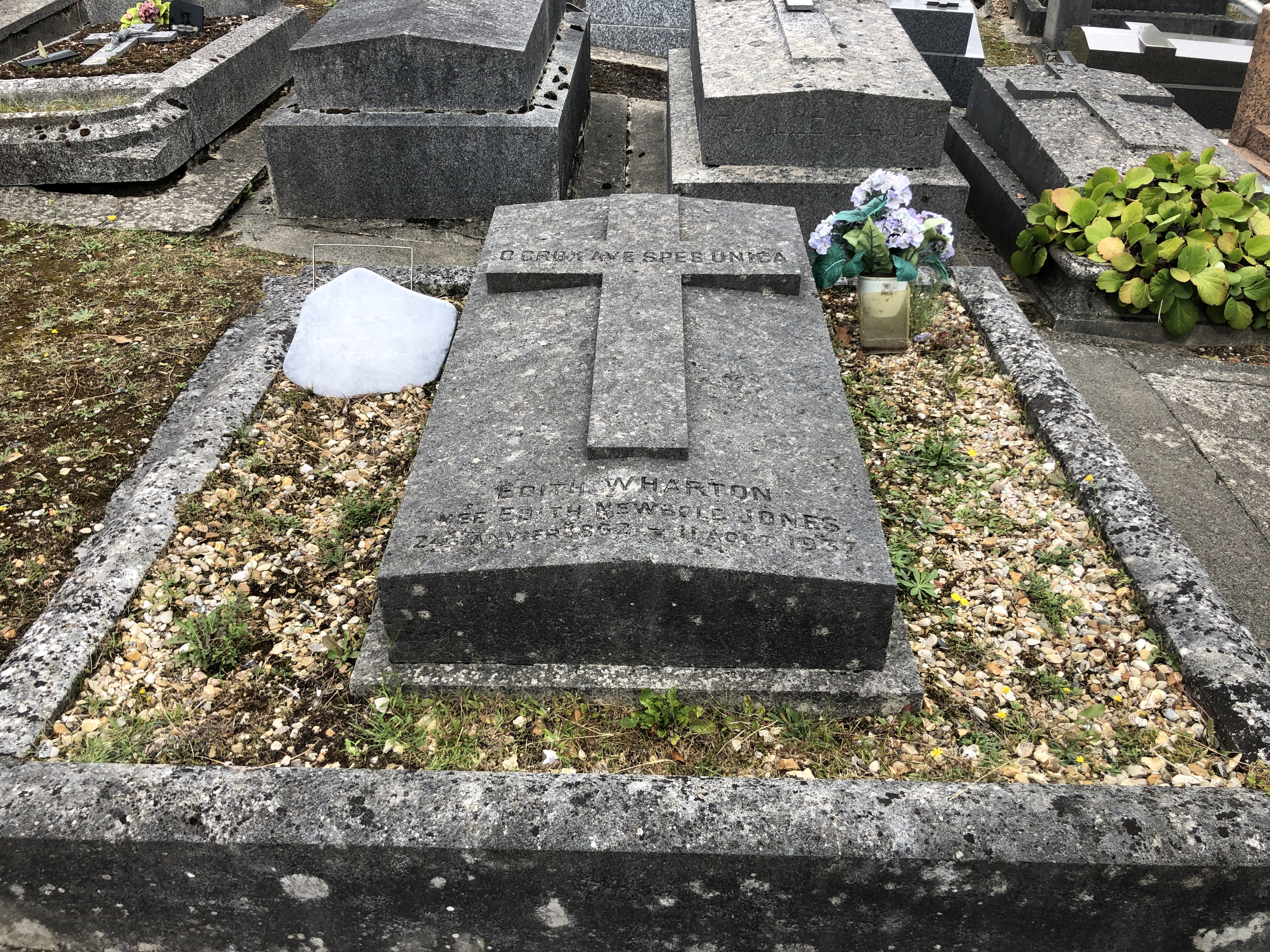
Tombe d'Edith Wharton au cimetière des Gonards à Versailles.

Le 27 avril 1934, elle publie son autobiographie, A Backward Glance,. Le 11 avril 1935, à 73 ans, elle a une crise cardiaque, sans séquelle. Une nouvelle crise se produit le 1er juin 1937, à laquelle elle succombe le 11 août. En 1937, est publié son recueil Ghosts, qui est traduit en français près de soixante années plus tard, en deux volumes distincts : Grain de grenade et Le Triomphe de la nuit.
Son dernier roman Les Boucanières, inachevé, est publié à titre posthume en 1938. Une nouvelle version, achevée par Marion Mainwaring (en) à partir du synopsis et des notes écrits par Wharton, est publiée en 1993,.
Ses funérailles sont célébrées à l'église de la Trinité de Paris.
Edith Warton repose au cimetière des Gonards à Versailles.

### Archives
Les archives d'Edith Warton sont déposées et consultables à la bibliothèque de l'université Yale la Beinecke Rare Book & Manuscript Library.

## Distinctions et hommages
- 1916 : admission au grade de chevalier de l'ordre national de la Légion d'Honneur[37].
- 1921 : lauréate du prix Pulitzer pour son roman The Age of Innocence/ Le Temps de l'innocence[38]
- 1923 : promue au grade d'officier de l'ordre national de la Légion d'honneur[39].
- 1923 : élévation au grade de docteur honoris causa en littérature par l'Université Yale[27],[40].
- 1929 : récipiendaire de la médaille d'or, catégorie roman et fiction littéraire, décernée par l'Académie americaine des arts et lettres[41].
- 1996 : cérémonie d'admission au National Women's Hall of Fame[42],[43].

## Œuvres

### Romans
- The Valley of Decision (1902) Publié en France sous le titre Les Amours d'Odon et Fulvia, trad. de Jean Pavans, Paris, Flammarion, 2016.
- The House of Mirth (1905) Première publication en France en 1908 sous le titre Chez les heureux du monde (lire en ligne), trad. de Charles Du Bos, Paris, Plon-Nourrit et Cie ; rééditions : en 1981, Paris, Hachette ; en 1982, Paris, Gallimard, coll. « Folio » no 1390 ; en 2000, Paris, Gallimard, coll. « L'Imaginaire » no 417 ; en 2010, LGF, coll. « Le Livre de poche. Les Classiques de poche » no 31649 ; en 2012, réédition avec d'autres romans dans La Splendeur des âmes, Paris, Omnibus.
- The Fruit of the Tree (1907) Première publication en France en 1990 sous le titre Le Fruit de l'arbre, trad. de Marthe Gauthier, Paris, Flammarion. Réédition en 2002, Paris, UGE, coll. « 10/18. Domaine étranger » no 3380.
- Ethan Frome (1911) Première publication en France en 1912 sous le titre Sous la neige, Paris, Plon-Nourrit et Cie. Rééditions : en 1969 sous le titre Ethan Frome, nouvelle traduction de Pierre Leyris, Paris, Mercure de France ; en 1982, Paris, Gallimard, coll. « L'Imaginaire » no 128 ; en 1993, UGE, coll. « 10/18. Domaine étranger » no 2431 ; en 2012, réédition avec d'autres romans dans Libre et légère, Paris, Flammarion, coll. « Mille et une pages » ; en 2014, nouvelle traduction de Julie Wolkenstein, Paris, P.O.L..
- The Reef (1912) Première publication en France en 1986 sous le titre L'Écueil, trad. de Sabine Porte, Paris, C. Bourgois. Réédition en 1989, Paris, UGE, coll. « 10/18. Domaine étranger » no 2027 ; en 2022, Paris, Éditions Sillage (ISBN 978-2-38141-037-1)
- The Custom of the Country (1913) Première publication en France en 1964 sous le titre Les Beaux Mariages, trad. de Suzanne Mayoux, Paris, Robert Laffont. Rééditions : en 1983, Paris, UGE, coll. « 10/18. Domaine étranger »  no 1584 ; en 1994 (même éditeur) ; en 2003, Paris, La Découverte, coll. « Culte fictions » ; en 2012, réédition avec d'autres romans dans La Splendeur des âmes, Paris, Omnibus.
- Summer (1917) Première publication en France en 1918 sous le titre Plein Été, aucun traducteur mentionné, bien qu'il s'agisse de Charles Du Bos, Paris, Plon-Nourrit et Cie. Nouvelle traduction, en 1985, par Louis et Dominique Gillet sous le titre Été, Paris, UGE, coll. « 10/18. Domaine étranger » no 1683 ; en 2006, Paris, La Découverte, coll. « Culte fictions » ; en 2012, réédition avec d'autres romans dans La Splendeur des âmes, Paris, Omnibus ; en 2012, réédition avec d'autres romans dans Libre et légère, Paris, Flammarion, coll. « Mille et une pages » ; nouvelle édition de la traduction de Charles Du Bos, Paris, Éditions Sillage, 2018  (ISBN 978-2-38141-026-5).
- The Marne (1918)
- The Age of Innocence (1920) (prix Pulitzer 1921) Première publication en France en 1921 sous le titre Au temps de l'innocence, traduction de Madeleine Saint-René Taillandier, Paris, Plon-Nourrit et Cie. Rééditions : en 1985 sous le titre Le Temps de l'innocence, trad. de Madeleine Saint-René Taillandier, adaptation et préface de Diane de Margerie, Paris, Flammarion ; en 1987, Paris, Garnier-Flammarion no 474 ; en 1993, Paris, J'ai lu no 3393 ; en 1993, Paris, Garnier-Flammarion no 786 ; en 2012 ; réédition avec d'autres romans dans La Splendeur des âmes, Paris, Omnibus. Nouvelle traduction exhaustive de Sarah Fosse sous le titre L'Âge de l'innocence, préface de Sarah Fosse, Paris, Les Belles Lettres, 2019.
- The Glimpses of the Moon (1922) Première publication en France en 2000 sous le titre La Splendeur des Lansing, trad. de Sophie Mayoux, Paris, Flammarion. Réédition : en 2003, Paris, J'ai lu no 6494 ; en 2012, réédition avec d'autres romans dans La Splendeur des âmes, Paris, Omnibus.
- A Son at the Front (1923) Première publication en France en 1924 sous le titre Un fils au front, trad. de Paul Alfassa, Paris, Plon-Nourrit et Cie. Nouvelle traduction de Jean Pavans, en 2004, sous le titre Un fils sur le front, Paris, Flammarion.
- The Mother's Recompense (1925) Première publication en France en 1928 sous le titre Le Bilan (à ne pas confondre avec la nouvelle du même titre « Le Bilan », traduction de la nouvelle « The Letters » publiée dans le recueil Tales of Men and Ghosts, 1910), trad. de Louis Gillet, Paris, Perrin. Rééditions récentes : en 1983, sous le titre La Récompense d'une mère, trad. de Louis Gillet, Paris, Flammarion, coll. « Bibliothèque anglaise » ; en 1986, Flammarion, coll. « Garnier-Flammarion » no 454 ; en 2012, réédition avec d'autres romans dans Libre et légère, Paris, Flammarion, coll. « Mille et une pages ».
- Twilight Sleep (1927) Première publication en France en 1999 sous le titre Les New-Yorkaises, trad. de Jean Pavans, Paris, Flammarion. Réédition en 2001, Paris, J'ai lu no 5905.
- The Children, 1928 Première publication en France en 1931 sous le titre Leurs enfants, trad. de Louis Gillet, Paris, Plon. Rééditions : en 1983, Paris, UGE, coll. « 10/18. Domaine étranger » no 1585 ; en 1995 : même éditeur.
- Hudson River Bracketed (1929) Première publication en France en 1996 sous le titre Sur les rives de l'Hudson, trad. de Jean Pavans, Paris, Flammarion. Réédition en 1998, Paris, J'ai lu no 4932.
- The Gods Arrive (1932) Première publication en France en 1999 sous le titre Les Dieux arrivent, trad. de Jean Pavans, Paris, Flammarion. Réédition en 2001, Paris, J'ai lu no 6075.
- The Buccaneers (1938) (roman inachevé publié en langue anglaise originale à titre posthume) Première publication en France en 1994 sous le titre Les Boucanières, trad. de Gabrielle Rolin, Paris, Plon, coll. « Feux croisés ». Rééditions : en 1998, Paris, UGE, coll. « 10/18. Domaine étranger » no 3007 ; en 2010, Paris, Points, coll. « Signatures » no P2432.
- Fast and Loose (1938) Première publication en France en 2002 sous le titre Libre et légère, suivi de Expiation, trad. de Jean Pavans, Flammarion. Rééditions : en 2006, Paris, J'ai lu no 8030 ; en 2012 : réédition avec d'autres romans dans Libre et légère, Paris, Flammarion, coll. « Mille et une pages ».

### Courts romans
- The Touchstone (1900)
- Sanctuary (1903)
- Madame de Treymes (1907)
- Bunner Sisters (1916)

Note : Ces quatre courts romans ont paru en France, en 1986, sous le titre Madame de Treymes et autres nouvelles, traduction du recueil Madame de Treymes and Others. Traduction de Frédérique Daber et Emmanuèle de Lesseps, publiés à Paris par C. Bourgois. Réédition en 1991, Paris, UGE, coll. « 10/18. Domaine étranger » no 2180.

### Recueils de nouvelles
- The Greater Inclination (1899)
- Souls Belated (1899)
- Crucial Instances (1901)
- The Reckoning (1902)
- The Descent of Man and Other Stories (1903)
- The Other Two (1904) Publié en France en 1909 dans le recueil Les Metteurs en scène, Paris, Plon-Nourrit et Cie. Rééditions : en 1983, Paris, UGE, coll. « 10/18. Domaine étranger » no 1586 ; en 2001, Paris, M. Houdiard, 2001 ; en 2009, Toulouse, Éditions Ombres. Recueil de 8 nouvelles dont Les Metteurs en scène (lire en ligne) écrite en français et 7 autres traduites (« Les Deux Autres », « Échéance », « Lendemain », « La Tragédie de la Muse », « Le Confessionnal », « Le Verdict », « L’Ermite et la Femme sauvage »
- The Hermit and the Wild Woman and Other Stories, 1908
- Tales of Men and Ghosts (1910)
- Xingu and Other Stories (1916) Publié en France en 2000 sous le titre Xingu (sans les autres nouvelles), trad. de Claudine Lesage, Paris, Mille et une nuits, coll. « La petite collection » no 294 ; réédition dans une édition bilingue français-anglais, Éditions L’Apprentie, 2019.
- Old New York (1924) Publié en France sous le titre Vieux New York, trad. de Claire Malroux, Paris, Flammarion, 1989 ; réédition, Paris, coll. « Garnier-Flammarion » no 614, 1993
- Here and Beyond (1926)
- Certain People (1930)
- Human Nature (1933)
- Roman Fever (1934) Publié en France sous le titre Fièvre romaine, trad. de Claire Malroux, Paris, Flammarion, 1988 ; rééditions : en 1989, Paris, J'ai lu no 2700 ; en 1994, Paris, coll. « Garnier-Flammarion » no 818, 1994 ; en 2012, réédition avec d'autres romans dans Libre et légère, Paris, Flammarion, coll. « Mille et une pages »
- The World Over (1936)
- Ghosts (1937) Première publication en France en 1989 en deux tomes sous le titre Le Triomphe de la nuit (Ghosts), tome I, trad. de Florence Lévy-Paoloni, Paris, Terrain Vague. Rééditions : en 1993, Paris, UGE, coll. « 10/18. Domaine étranger » no 2430 ; en 2001, Paris, Losfeld, coll. « Arcanes » Publication du tome II en 1990 sous le titre Grain de grenade (Ghosts), tome II, trad. de Florence Lévy-Paoloni, Paris, Terrain Vague. Rééditions : en 1994, Paris, UGE, coll. « 10/18. Domaine étranger » no 2511 ; en 2001, Paris, Losfeld, coll. « Arcanes »

### Poésie
- Verses (1878)
- Artemis to Actaeon and Other Verse (1909)
- Twelve Poems (1926)

### Essais
- The Decoration of Houses (1897)
- Italian Villas and Their Gardens (1904) Publié en France en 1995 sous le titre Villas et Jardins d'Italie, trad. de Michèle Hechter, Paris, Salvy. Réédition en 2009, Paris, Tallandier
- Italian Backgrounds (1905) Publié en français en 2012 sous le titre Paysages italiens, trad. de Maxime Rovere, Paris, Rivages
- A Motor-Flight Through France(1908) Publié en France en 2015 sous le titre La France en automobile, trad. de Jean Pavans, Paris, Mercure de France
- Fighting France, from Dunkerque to Belfort (1915) Publié en France en 1916 sous le titre Voyages au front, de Dunkerque à Belfort, trad. de Caroline Guény, Paris : Plon-Nourrit et Cie. Réédité en 2007 aux éditions Tournon sous le titre La France en guerre 1914-1915
- French Ways and Their Meaning (1919) Publié en France en 1999 sous le titre Les Mœurs françaises et comment les comprendre, trad. de Jean Pavans, Paris, Payot
- In Morocco (1920) Publié en France en 1996 sous le titre Voyage au Maroc, trad. de Frédéric Monneyron, Monaco, Éditions du Rocher. Réédition en 2001, Paris, Gallimard, coll. « L'Imaginaire » no 446
- The Writing of Fiction (1925) Publié en France en 2006 sous le titre Les Règles de la fiction, trad. de Jean Pavans, Paris, V. Hamy

### Théâtre
- Shadow of a Doubt (1901)
  - L'ombre d'un doute, trad. Catherine Romensky et Jean-Joël Huber, Éditions du Brigadier, 2023

### Autobiographie
- A Backward Glance (1934) Publié en français sous le titre Les Chemins parcourus, suivie de La Vie et moi, trad. de Jean Pavans, Paris, Flammarion, 1995 ; réédition, Paris, UGE, coll. « 10/18. Domaine étranger » no 3324, 2001

### Correspondance
- The Letters of Edith Wharton (1989) Publié en français sous le titre Lettres, 1900-1915, Paris, Seuil, 2000

### Autres recueils de nouvelles et ouvrages publiés en France
- Les Metteurs en scène Publié en France en 1909, Paris, Plon-Nourrit et Cie. Rééditions : en 1983, Paris, Paris, UGE, coll. « 10/18. Domaine étranger » no 1586 ; en 2001, Paris, M. Houdiard, 2001 ; en 2009, Toulouse, Éditions Ombres
- Le Fils et autres nouvelles Publié en France en 1991, trad. d'Anne Rolland, Paris, Mercure de France. Rééditions : en 1995, Gallimard, coll. « L'Étrangère » ; en 2002, Paris, Gallimard, coll. « L'Imaginaire » no 455
- Les Yeux (The Eyes) Publié en France en 1997, trad. de Guillaume Villeneuve, Paris, Mille et une nuits, coll. « La petite collection » no 140
- Lettres à l'ami français Publié en France en 2001, trad. de Claude Lesage, Paris, M. Houdiard.
- Une affaire de charme Publié en France en 2004, trad. de Jean Pavans, Paris, Flammarion. Réédition en 2002, Paris, J'ai lu no 6921.
- Les Lettres (The Letters) Publié en France en 2003, trad. d'Anne Rolland, Paris, Gallimard, coll. « Folio 2 euros » no 3935
- Les Entremetteurs et autres nouvelles (The Introducers) Publié en France en 2004, trad. de Claire du Parc et Aude de Mézerac, Paris, La Découverte. Rééditions en 2003, Paris, LGF, coll. « Le Livre de poche. Biblio » no 3435 ; en 2012, LGF, coll. « Le Livre de poche. Les Classiques de poche » no 32657
- Le Vice de la lecture (The Vice of Reading) Publié en France en 2009, trad. de Shaïne Cassim, Paris, Éditions du Sonneur, coll. « La petite collection »
- Le Miroir (The Mirror), suivi de Miss Mary Pask Publié en France en 2010, Paris, Gallimard, coll. « Folio 2 euros » no 5185.
- Kerfol et autres histoires de fantômes Publié en France en 2011, trad. de Jean-Pierre Naugrette, Paris, LGF, coll. « Le Livre de Poche. Les Classiques de poche » no 31815
- La Plénitude de la vie (The Fullness of Life) Publié en France en 2013, trad. de Maxime Rovere, Paris, Payot et Rivages, coll. « Rivages poche » no 790
- La Croisière du Vanadis (The Cruise of the Vanadis, 1992) Publié en France en 2018, trad. de Claudine Lesage, Photographies de Jonas Dovydonas, Lille, Éditions Invenit. Il s’agit des carnets de voyage de l'auteur écrits lors de son périple en Méditerranée en 1888.